# Filmåret 1987

## Academy Awards, Oscar: (i urval)
| Kategori                  | Vinnare                                  |
| ------------------------- | ---------------------------------------- |
| Bästa film                | Den siste kejsaren (The Last Emperor)    |
| Bästa regi                | Bernardo Bertolucci (Den siste kejsaren) |
| Bästa manliga huvudroll   | Michael Douglas (Wall Street)            |
| Bästa kvinnliga huvudroll | Cher (Mångalen)                          |
| Bästa manliga biroll      | Sean Connery (De omutbara)               |
| Bästa kvinnliga biroll    | Olympia Dukakis (Mångalen)               |
| Bästa utländska film      | Babettes gästabud (Danmark)              |

Se här för komplett lista

## Årets filmer

### Siffra (1,2,3...) eller specialtecken (@,$,?...)
- 24-timmarsjakten

### A - G
- L'Ami de mon amie
- Arizona Junior
- Bad Taste
- Bleka dödens minut
- Blind Date
- De omutbara
- Den sista historien om Königswalds slott
- Den siste kejsaren
- Det röda fältet
- Det sista slagfältet
- Det våras för rymden[1]
- Dirigenterna
- Dirty Dancing
- Dragnet
- Dödligt Vapen
- En handfull paradis
- Evil Dead II - Dead by dawn
- Fadern, Sonen och Den Helige Ande...
- Farlig förbindelse
- Friends
- Good Morning, Vietnam

### H - N
- Hajen 4
- Helsinki Napoli All Night Long
- Himmel över Berlin
- Hip hip hurra!
- Ingen utväg
- Iskallt uppdrag
- Jim och piraterna Blom
- La Bamba
- Leif
- The Lost Boys
- Malacca
- Maurice
- Mer om oss barn i Bullerbyn
- Mio min Mio [2]
- Mångalen
- Mälarpirater
- Nionde kompaniet

### O - U
- Pelle Erövraren[3]
- Polisskolan 4 – Kvarterspatrullen[4]
- Raw
- Reyno!
- Robocop[5]
- Rovdjuret[6]
- Running Man, The[7]
- Sent om hösten – en dag i Sverige
- Snuten i Hollywood II[8]
- Solens rike[9]
- Sommarkvällar på jorden
- Spanarna[10]
- Spårvagn till havet
- Stockholmsnatt[11]
- Svart gryning
- Testet

### V - Ö
- Vi ska tvivla
- Wall Street
- Who's That Girl?
- Zigenarnas tid
- Ödets nyck

## Födda
- 19 januari – Michelle Maylene, porrskådespelerska.
- 19 april – Oksana Akinsjina, rysk skådespelare.
- 9 juni – Amanda Renberg, svensk skådespelare.
- 18 juli – Jim Ramel Kjellgren, svensk sjöfficer och tidigare skådespelare
- 22 september – Tom Felton, brittisk skådespelare.
- 24 september – Spencer Treat Clark, amerikansk skådespelare.
- 28 september – Hilary Duff, amerikansk skådespelare och popsångerska.
- 27 oktober – Kata Gáspár, ungersk skådespelare.
- 3 december – Michael Angarano, amerikansk skådespelare.
- 16 december – Hallee Hirsh, amerikansk skådespelare.

## Avlidna
- 9 januari – Erik Liebel, svensk skådespelare.
- 31 januari – Yves Allégret, fransk regissör.
- 2 mars – Randolph Scott, 89, amerikansk skådespelare, främst western.[12]
- 3 mars – Danny Kaye, amerikansk komiker, sångare och skådespelare.[12]
- 17 mars – Marianne Ljunggren, svensk dansare, skådespelare, revy- och varietéartist.
- 18 mars – Kari Diesen, norsk skådespelare.
- 5 april – Jan Lindblad, svensk filmproducent.
- 7 april – Carl-Axel Hallgren, svensk skådespelare och operasångare (baryton).
- 14 maj – Rita Hayworth, amerikansk skådespelare och dansare.[12]
- 11 juni – Ann Mari Uddenberg, svensk skådespelare.
- 14 juni – Ester Roeck-Hansen, svensk skådespelare.
- 22 juni – Fred Astaire, 88, amerikansk skådespelare och dansare.[12]
- 1 augusti – Pola Negri, 90, amerikansk skådespelare.[12]
- 10 augusti – Karl-Erik Stark, svensk skådespelare.
- 17 augusti – Stellan Agerlo, svensk skådespelare.
- 28 augusti – John Huston, amerikansk filmregissör.[12]
- 9 september – Vera Schmiterlöw, 83, svensk skådespelare.
- 11 september – Lorne Greene, 72, amerikansk filmskådespelare.[12]
- 25 september – Mary Astor, 81, amerikansk skådespelare.
- 30 september – Vincent Jonasson, 72, svensk sångare, kompositör, textförfattare och skådespelare.
- 24 december – M.G. Ramachandran, 70, indisk politiker och filmskådespelare.

### Fotnoter
1. ↑  IMDB, läst 1 mars 2012
2. ↑  ”Astrid Lindgren”. http://www.astridlindgren.se/verken/filmerna/filmlista. Läst 21 mars 2011.
3. ↑  IMDB, läst 1 mars 2012
4. ↑  IMDB, läst 1 mars 2012
5. ↑  IMDB, läst 1 mars 2012
6. ↑  IMDB, läst 1 mars 2012
7. ↑  IMDB, läst 1 mars 2012
8. ↑  IMDB, läst 1 mars 2012
9. ↑  IMDB, läst 1 mars 2012
10. ↑  IMDB, läst 1 mars 2012
11. ↑  IMDB, läst 1 mars 2012
12. 1 2 3 4 5 6 7   Horisont 1987. Bertmarks